# Villemomble
Villemomble település Franciaországban, Seine-Saint-Denis megyében. Lakosainak száma 29 973 fő (2022. január 1.). Villemomble Bondy, Gagny, Neuilly-Plaisance, Neuilly-sur-Marne, Les Pavillons-sous-Bois, Le Raincy és Rosny-sous-Bois községekkel határos.

## Népesség
A település népessége az elmúlt években az alábbi módon változott:
| Lakosok száma | 417  | 433  | 29 165 | 29 847 | 30 227 | 30 005 | 30 405 | 30 583 | 30 332 | 29 973 |
|               | 1793 | 1800 | 2013   | 2015   | 2016   | 2018   | 2019   | 2020   | 2021   | 2022   |